# Characoma sumatrana
Characoma sumatrana är en fjärilsart som beskrevs av Swinhoe 1918. Characoma sumatrana ingår i släktet Characoma och familjen trågspinnare. Inga underarter finns listade i Catalogue of Life.